# Secheràs
Sécheras és un municipi francès situat al departament de l'Ardecha i a la regió d'Alvèrnia-Roine-Alps. L'any 2007 tenia 477 habitants.

## Demografia

### Població
El 2007 la població de fet de Sécheras era de 477 persones. Hi havia 185 famílies de les quals 43 eren unipersonals (17 homes vivint sols i 26 dones vivint soles), 69 parelles sense fills, 69 parelles amb fills i 4 famílies monoparentals amb fills.
La població ha evolucionat segons el següent gràfic:
Habitants censats

### Habitatges
El 2007 hi havia 253 habitatges, 186 eren l'habitatge principal de la família, 50 eren segones residències i 17 estaven desocupats. 237 eren cases i 14 eren apartaments. Dels 186 habitatges principals, 155 estaven ocupats pels seus propietaris, 29 estaven llogats i ocupats pels llogaters i 2 estaven cedits a títol gratuït; 12 tenien dues cambres, 27 en tenien tres, 55 en tenien quatre i 92 en tenien cinc o més. 147 habitatges disposaven pel capbaix d'una plaça de pàrquing. A 79 habitatges hi havia un automòbil i a 96 n'hi havia dos o més.

### Piràmide de població
La piràmide de població per edats i sexe el 2009 era:
| Homes | Edats   | Dones |
| ----- | ------- | ----- |
| 0     | 95 o +  | 0     |
| 0     | 90 a 94 | 0     |
| 4     | 85 a 89 | 4     |
| 0     | 80 a 84 | 0     |
| 12    | 75 a 79 | 0     |
| 12    | 70 a 74 | 12    |
| 12    | 65 a 69 | 12    |
| 12    | 60 a 64 | 4     |
| 4     | 55 a 59 | 4     |
| 8     | 50 a 54 | 8     |
| 8     | 45 a 49 | 4     |
| 12    | 40 a 44 | 4     |
| 20    | 35 a 39 | 16    |
| 8     | 30 a 34 | 12    |
| 8     | 25 a 29 | 8     |
| 8     | 20 a 24 | 0     |
| 4     | 15 a 19 | 8     |
| 20    | 10 a 14 | 4     |
| 12    | 5 a 9   | 12    |
| 8     | 0 a 4   | 4     |

## Economia
El 2007 la població en edat de treballar era de 294 persones, 225 eren actives i 69 eren inactives. De les 225 persones actives 199 estaven ocupades (112 homes i 87 dones) i 27 estaven aturades (9 homes i 18 dones). De les 69 persones inactives 21 estaven jubilades, 27 estaven estudiant i 21 estaven classificades com a «altres inactius».

### Ingressos
El 2009 a Sécheras hi havia 187 unitats fiscals que integraven 495 persones, la mediana anual d'ingressos fiscals per persona era de 17.443 €.

### Activitats econòmiques
Dels 14 establiments que hi havia el 2007, 1 era d'una empresa de fabricació de material elèctric, 1 d'una empresa de fabricació d'altres productes industrials, 4 d'empreses de construcció, 5 d'empreses de comerç i reparació d'automòbils, 1 d'una empresa de transport i 2 d'empreses immobiliàries.
Dels 4 establiments de servei als particulars que hi havia el 2009, 1 era un paleta, 1 fusteria i 2 lampisteries.
L'únic establiment comercial que hi havia el 2009 era una botiga de menys de 120 m².
L'any 2000 a Sécheras hi havia 28 explotacions agrícoles que ocupaven un total de 200 hectàrees.

## Equipaments sanitaris i escolars
El 2009 hi havia una escola elemental integrada dins d'un grup escolar amb les comunes properes formant una escola dispersa.

## Poblacions més properes
El següent diagrama mostra les poblacions més properes.